# Aquiloeurycea
Aquiloeurycea es un género de anfibios caudados de la familia Plethodontidae que se encuentra en México.

## Especies
Se reconocen las 6 especies siguientes según ASW:
- Aquiloeurycea cafetalera (Parra-Olea, Rovito, Márquez-Valdelmar, Cruz, Murrieta-Galindo & Wake, 2010)
- Aquiloeurycea cephalica (Cope, 1865)
- Aquiloeurycea galeanae (Taylor, 1941)
- Aquiloeurycea praecellens (Rabb, 1955)
- Aquiloeurycea quetzalanensis (Parra-Olea, Canseco-Márquez & García-París, 2004)
- Pseudoeurycea scandens Walker, 1955